# Misawa

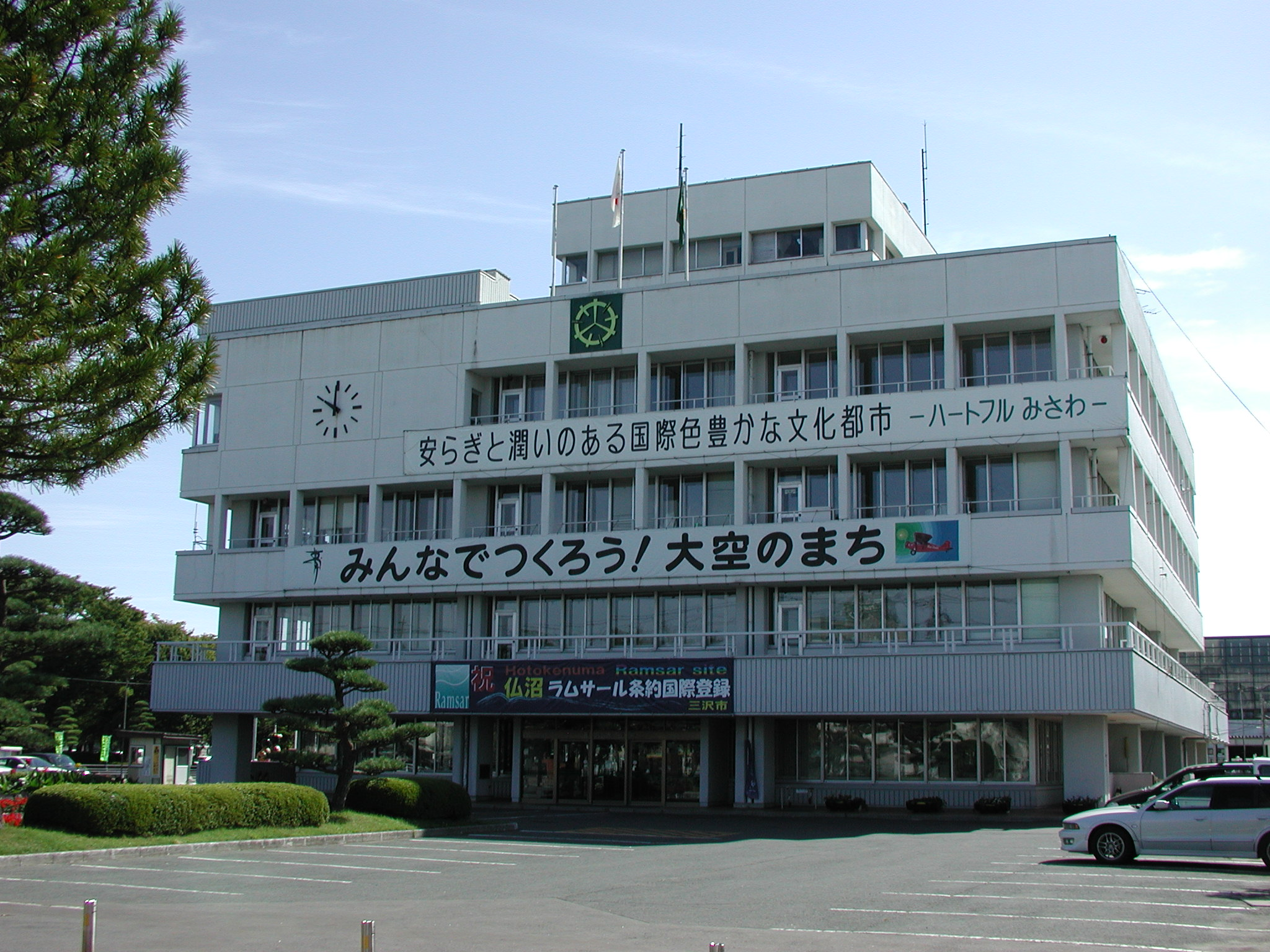
Primăria

Misawa (三沢市 Misawa-shi?) este un municipiu din Japonia, prefectura Aomori.